# Batman Unlimited
Batman: Unlimited è una webserie animata basata sull'omonimo supereroe della DC Comics, prodotta dalla Warner Bros. e tratta dalla linea di giocattoli Mattel del 2011 chiamata originariamente Batman: Power Attack. Peculiarità della serie è la durata di circa 3 minuti ad episodio e l'assenza di dialoghi.
La serie è stata trasmessa dal canale YouTube DC Kids' dal maggio 2015 all'agosto 2016.

## Episodi
| Stagione         | Episodi | Pubblicazione USA | Pubblicazione Italia |
| ---------------- | ------- | ----------------- | -------------------- |
| Prima stagione   | 22      | 2015              | inedita              |
| Seconda stagione | 11      | 2016              | inedita              |

## Doppiaggio
| Personaggio                    | Doppiatore originale |
| ------------------------------ | -------------------- |
| Bruce Wayne/Batman             | Roger Craig Smith    |
| Oliver Queen/Freccia Verde     | Chris Diamantopoulos |
| Tim Drake/Red Robin            | Yuri Lowenthal       |
| Dick Grayson/Nightwing         | Will Friedle         |
| Damian Wayne/Robin             | Lucien Dodge         |
| Barry Allen/Flash              | Charlie Schlatter    |
| Victor Stone/Cyborg            | Khary Payton         |
| Alfred Pennyworth              | Alastair Duncan      |
| Commissario James Gordon       | Richard Epcar        |
| Joker                          | Troy Baker           |
| Oswald Cobblepot/Pinguino      | Dana Snyder          |
| Victor Fries/Mr. Freeze        | Oded Fehr            |
| Barbara Ann Minerva/Cheetah    | Laura Bailey         |
| Jonathan Crane/Spaventapasseri | Brian T. Delaney     |
| Cyrus Gold/Solomon Grundy      | Fred Tatasciore      |
| Bane                           | Carlos Alazraqui     |
| Waylon Jones/Killer Croc       | John DiMaggio        |
| Harvey Dent/Due Facce          | Troy Baker           |
| Silverback                     | Keith Szarabajka     |
| Kirk Langstrom/Man-Bat         | Phil LaMarr          |
| Basil Karlo/Clayface           | Dave B. Mitchell     |

## Film
Della serie sono stati prodotti tre film animati, i primi due nel 2015 e l'ultimo nel 2016 intitolati Batman Unlimited: Istinti animali (Batman Unlimited: Animal Instincts), Batman Unlimited: L'alleanza dei mostri (Batman Unlimited: Monster Mayhem) e Batman Unlimited: Fuga da Arkham (Batman Unlimited: Mechs vs. Mutants). Dei primi due è stata commercializzata in Italia la versione DVD, il terzo invece è disponibile esclusivamente a noleggio o in vendita sulle piattaforme digitali.